# ポーランド・カトリック教会

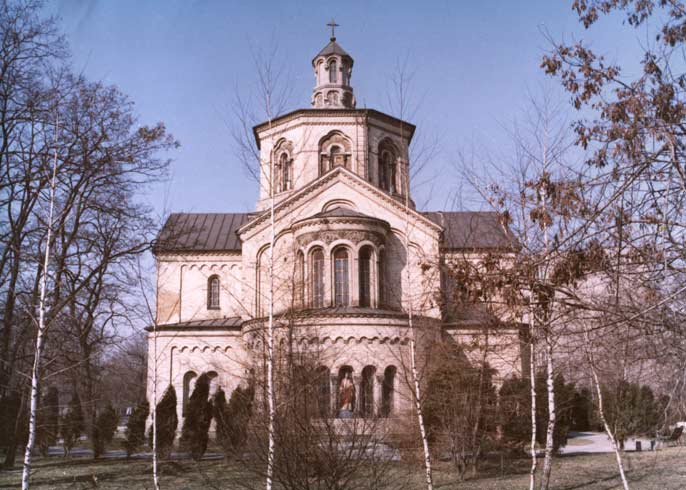
ワルシャワ

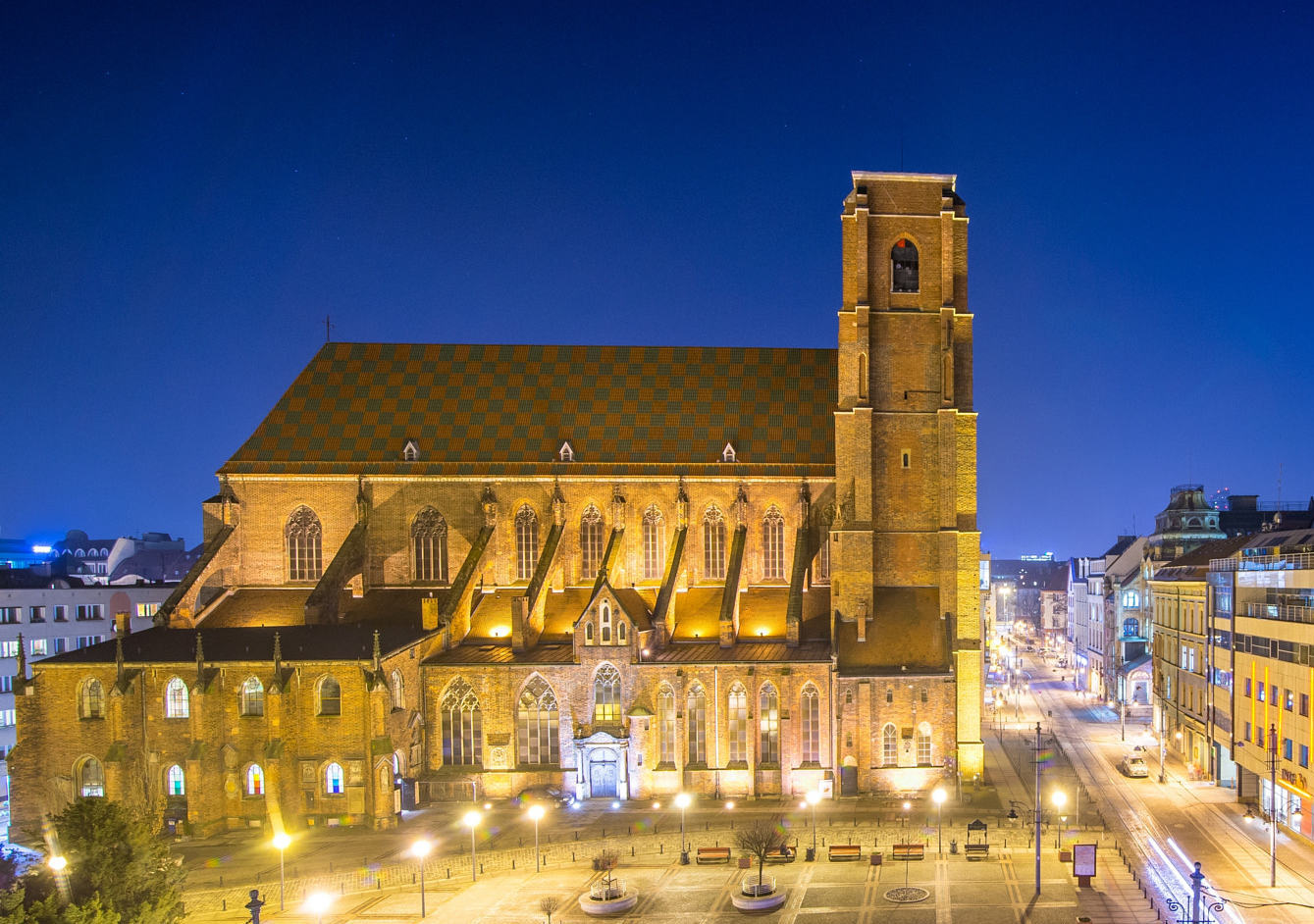
ヴロツワフ

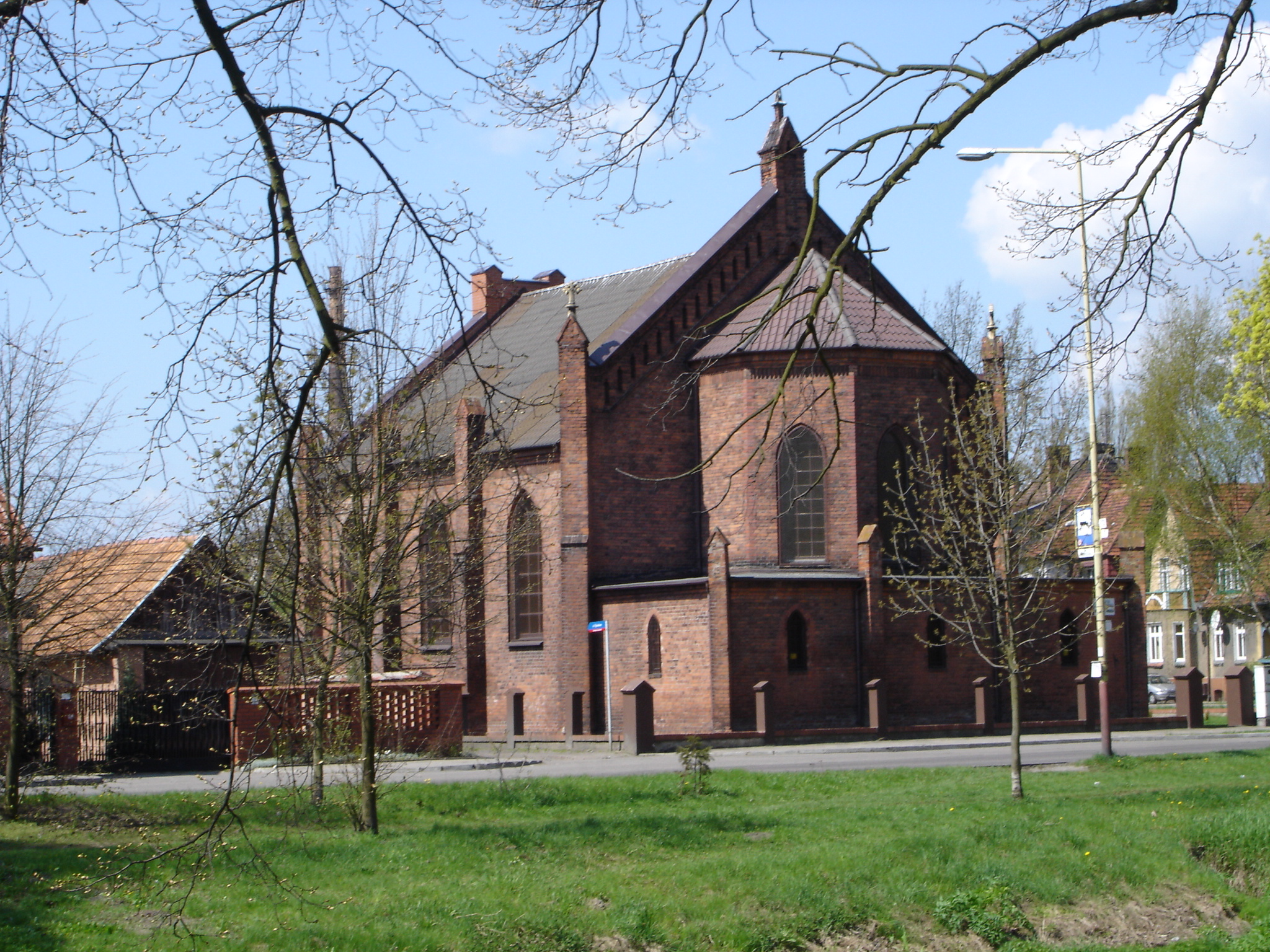
スタルガルト

ポーランド・カトリック教会（ポーランド・カトリックきょうかい、英語:The Polish Catholic Church）は、ユトレヒト・ユニオン、ポーランド公会議、世界教会協議会（WCC）に属しているポーランドのカトリック教会である。ローマ・カトリック教会（いわゆるカトリック教会）には属していない。
なおその名称に反し、ポーランドの多数派教会ではない。ポーランドで最も一般的な信仰はバチカン管轄下のローマ・カトリックである。

## 歴史
ポーランド・カトリック教会は、アメリカ合衆国のポーランド国民カトリック教会（PNCC）に属していたカトリック移民の帰国によって、1900年代初期にポーランドで形成された。
1945年、ポーランドの共産主義当局は、指導者の司教がアメリカ市民権を持っていたため、ポーランド国カトリック教会を認めなかった。共産主義者からの圧力を受けたPNCCのポーランド教区は、PNCCからの独立を宣言した。1951年に名称をポーランド・カトリック教会に変更した。そして、教会の指導者は共産主義当局によって選ばれた。
2000年5月26日に、ポーランド・カトリック教会とポーランドのローマ・カトリック教会は協力関係を結んだ。

## 神学
ポーランド・カトリック教会の神学はローマ・カトリック教会の正統の線と一致している。教会は聖母マリア崇敬をするが、ローマ・カトリックのマリア無原罪懐胎の教理を拒絶する。
教会の典礼はローマ・カトリック教会と同様である。

## 聖職者
現在、ポーランド・カトリック教会は、111人の聖職者と、80の教区からなる。